# Podzemna željeznica Rotterdam
Podzemna željeznica Rotterdam (na nizozemskom jeziku „Rotterdam metro“) sustav je podzemnog javnog prijevoza u nizozemskom gradu Rotterdamu. Dnevno prevozi oko 250.000 putnika.

## Povijest
Roterdamski metro otvoren je 1968. godine te je bio prvi metro u Nizozemskoj. U to vrijeme bio je to jedan od najkraćih sustava podzemne željeznice na svijetu, imao je samo jednu liniju u dužini od 5.9 km. Godine 1982. otvorena je druga linija. 
Kasnije su te dvije linije dobile ime po poznatim stanovnicima Rotterdama Desideriusu Erasmusu i Pieteru Calandu. Do današnjih dana cijeli sustav je znatno proširen, a linije su od 2009. godine označene bojama i slovima.

## Osnovne informacije
Metro danas ima 5 linija: Linija A (zelena), Linija B (žuta), Linija C (crvena), Linija D (svijetloplava) i Linija E (tamnoplava). Ukupno imaju 62 postaje i 55.3 km tračnica. Prijevozom upravlja tvrtka RET.

## Budućnost
Godine 2013. metro će biti proširen na zapadnoj strani grada. Planira se preurediti jedna već postojeća linija na kojoj prometuje vlak te dogradnja nekoliko novih postaja.